# Association espagnole de géographie
L'Association espagnole de géographie (AGE, Asociación Española de Geografía) est une association professionnelle de géographes, à but non lucratif, qui exerce son activité dans les domaines de l'enseignement, de la recherche et du libre exercice de la profession. Elle a été fondée le 30 mai 1977. Son objectif est de développer la recherche en géographie et la diffusion des connaissances géographiques dans la société. Avec la Société royale de géographie, l'AGE assure la présidence du Comité espagnol de l'Union géographique internationale.

## Publications
L'AGE publie trois revues scientifiques :
- Boletín de la Asociación de Geógrafos Españoles, BAGE (ISSN papier: 0212-9426; ISSN numérique: 2605-3322)[2], est une revue d'accès libre qui publie des articles en ligne en espagnol et en anglais, avec publication continue et rapport trimestriel. Son objet principal est la diffusion des recherches réalisées par la communauté géographiques espagnole et internationale, tant académique que professionnelle, ainsi que d'autres disciplines des sciences sociales, environnementales et expérimentales intéressées par les processus territoriaux qui se déroulent à différentes échelles. Le BAGE est inclus dans le Journal Citation Reports (Social Science Edition) et est évalué par le SCImago Journal & Country Rank, la FECYT, le LATINDEX, DICE, RESH, Google Metrics, MIAR, ERIH PLUS et CARHUS PLUS. En outre, le BAGE est indexé dans les bases de données scientifiques principales, dont Social Science Citation Index, Scopus, DOAJ, GeoRef, ISOC, Dialnet, CrossRef, etc.
- Didáctica Geográfica  (ISSN 0210-492X et 2174-6451)[3] est une revue éditée annuellement par le groupe de recherche didactique de géographie de l'AGE. C'est une revue de référence en ce qui concerne la recherche et l'innovation éducative en relation avec la géographie et son enseignement. Elle est indexée dans le Dialnet et DOAJ et est évaluée dans le Latindex, DICE, MIAR et ERIH PLUS.
- GeoFocus Revista Internacional de Ciencia y Tecnología de la Información Geográfica  (ISSN 1578-5157) est une revue semestrielle publiée par le groupe de technologie d'information géographique de l'AGE. Il s'agit d'une publication scientifique technique internationale spécialisée dans la science et la technologie de l'information géographique et de ses diverses applications. Elle est indexée dans le Emerging Sources Citation Index  (ESCI), GeoRef, FECYT, ISOC, Dialnet, DOAJ et est évaluée dans le Latindex et MIAR.